# Eupithecia cazieri
Eupithecia cazieri är en fjärilsart som beskrevs av Kirkwood 1961. Eupithecia cazieri ingår i släktet Eupithecia och familjen mätare. Inga underarter finns listade i Catalogue of Life.